# بطريق إفريقي

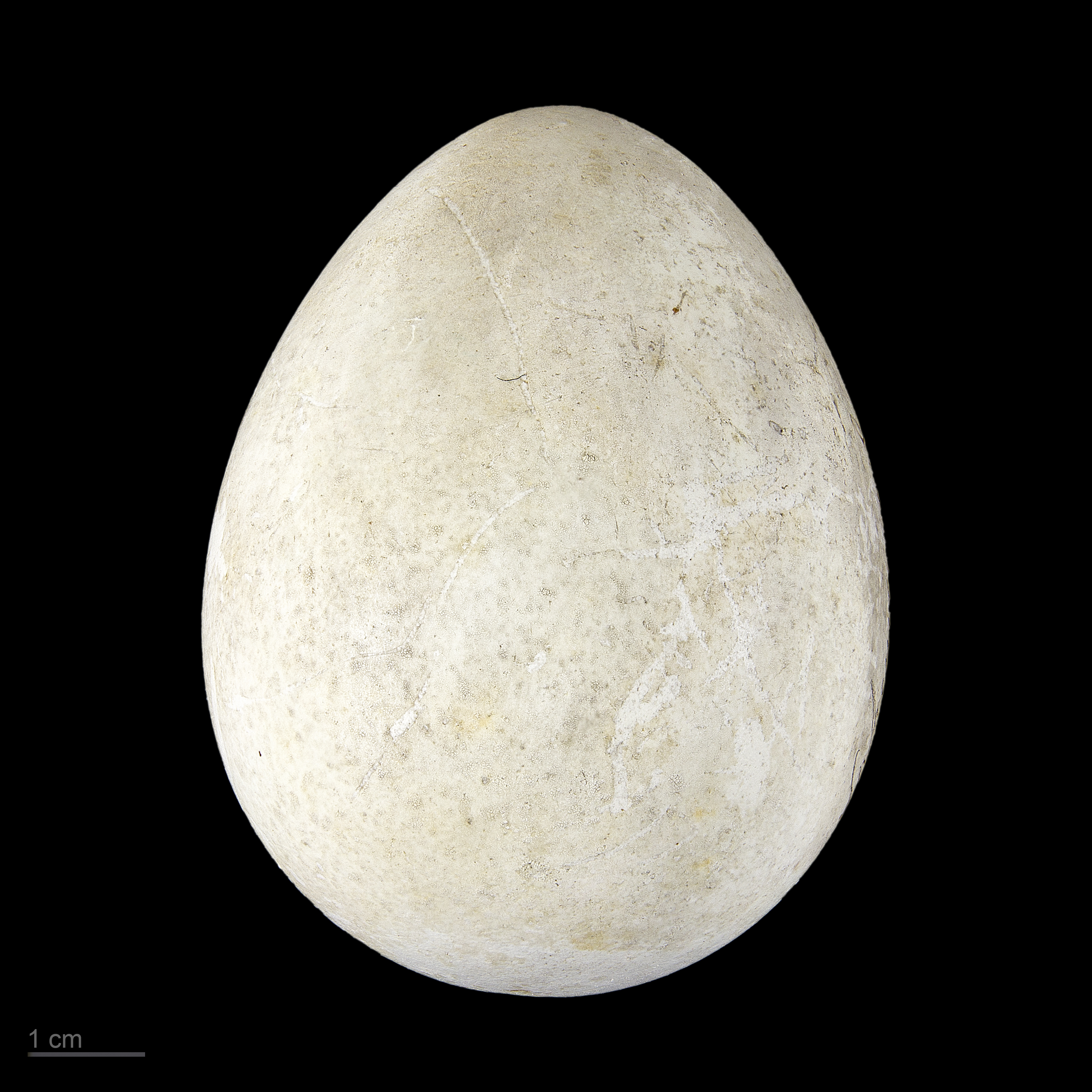
Spheniscus demersus

البطريق الأفريقي (الاسم العلمي: Spheniscus demersus) يعرف أيضاً باسم البطريق أسود الرجلين أو البطريق الحماري هو بطريق يعيش في الشواطئ الجنوبية الشرقية من أفريقيا، يعيش في مستوطنات ضخمة.

## الوصف
يبلغ طول البطريق الأفريقي عند البلوغ نحو 68-70 سم, ويزن من 2 إلى 5 كغم. لديهم حط اسود عريض ونقاط سوداء صغيرة على صدرها، مرتبة بشكل عشوائي يختلف من بطريق إلى آخر, مثل بصمات الاصابع عند الإنسان. لديها بقع وردية اللون فوق أجفانها. الذكور منها تكون عادة أضخم من الإناث, ولديها مناقير أكبر. اللون الأبيض على بطنها يحميها من المفترسات التحت مائية واللون الأسود من الخلف يحميها من المفترسات البرية بحيث لا تتميز تماماً إذا نظرنا إليها من الأسفل أو من الأعلى.

## الموطن
البطاريق الأفريقية تعيش في مستعمرات كبيرة على السواحل الصخرية في جنوب غرب أفريقيا. يمكنهم السباحة بسرعه تصل إلى 20 كيلومترًا في الساعة ويمكنهم السفر من 30 الي 70 كيلومترًا في كل رحلة. يقضون الليل تجمعوا على الساحل وجزء كبير من النهار في في البحث عن الطعام بالمياه.

## معرض صور

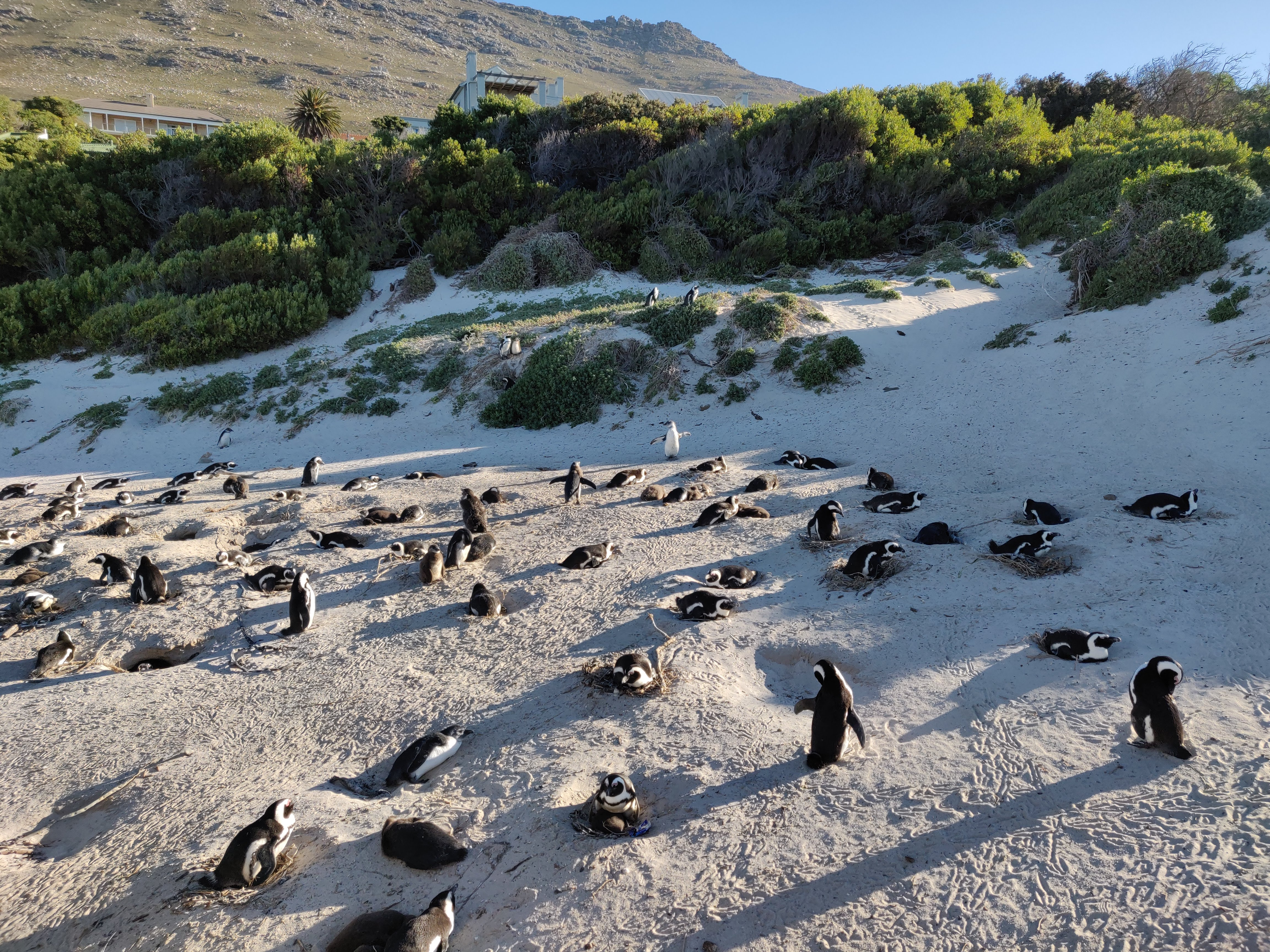
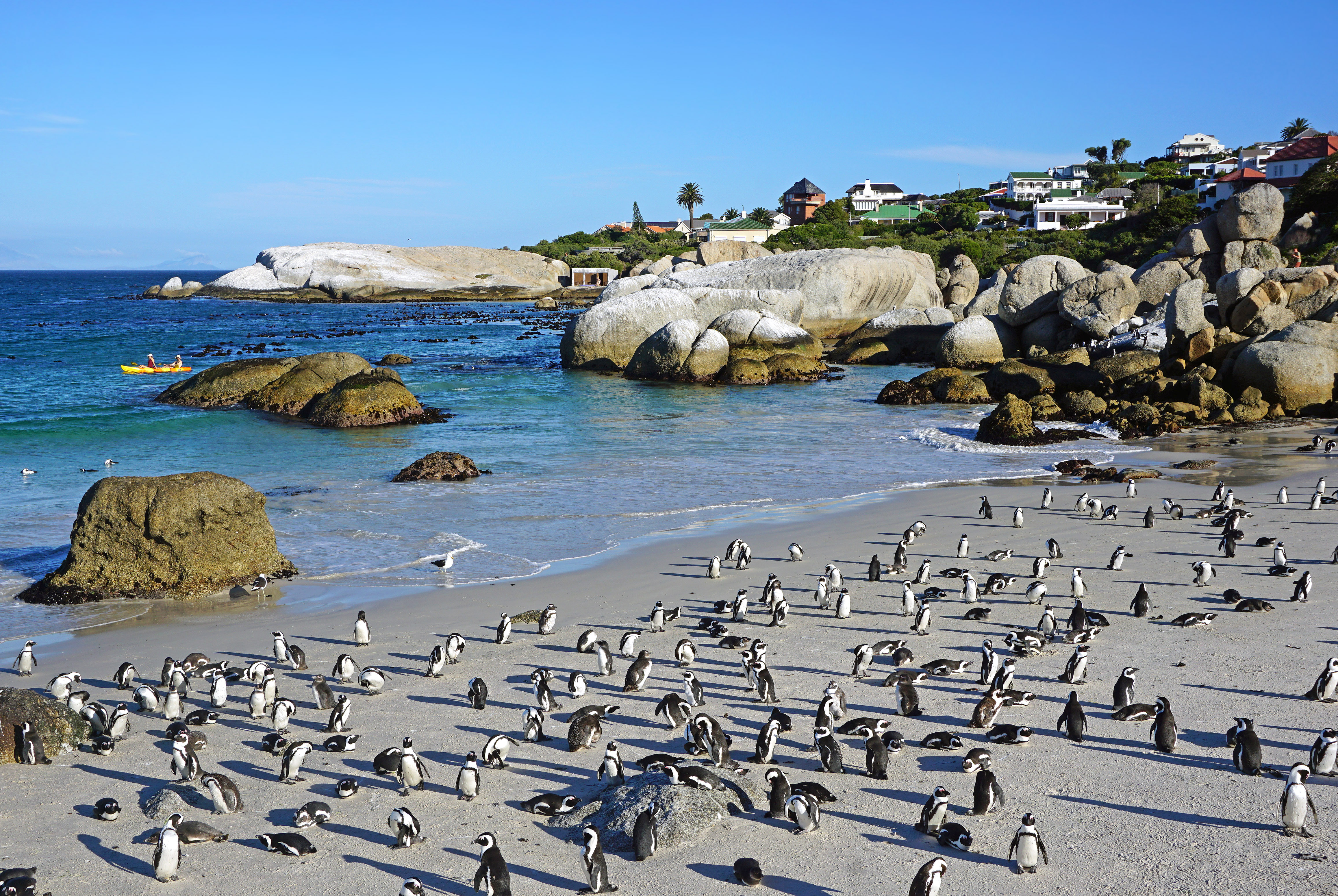
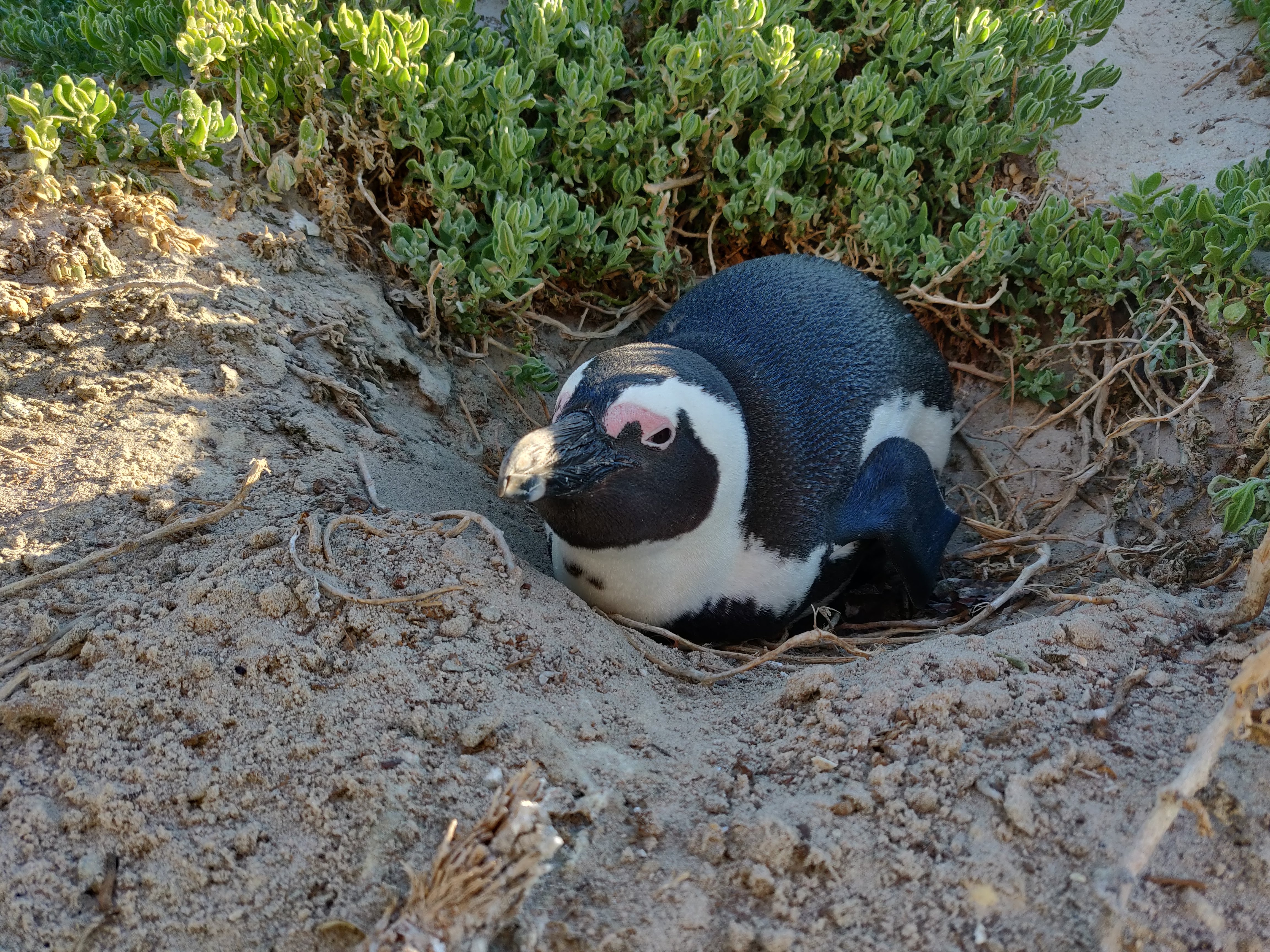